# Alisifare
Alisifare è il primo album del gruppo calabrese de Il Parto delle Nuvole Pesanti uscito nel 1994.

## Tracce
1. Pergamo – 4:22
2. Giga – 3:04
3. Urlo preistorico (feat. Gregor Marini) – 4:25
4. Trafficante – 3:58
5. Raggia – 3:35
6. La palummedda russa – 3:08
7. Ambulanti (feat. Antonietta Di Pietro & Piero Urso) – 1:25
8. Diserzione – 5:16
9. La padronessa di Paleimo – 3:07
10. Sahara consilina (feat. Piergiorgio Trailo) – 4:33
11. Equo canone (feat. Piergiorgio Trailo) – 4:53
12. La mia terra è il cielo – 3:16
13. Uzicko-Kolo – 2:06

## Formati
Album (CD/MC)
- 1994 - Alisifare (Lu Ragnu Stortu Records)

## Formazione
- Peppe Voltarelli - basso, voce
- Salvatore De Siena - tamburello, chitarra, cori
- Franco Catalano - batteria
- Fabio Bonvicini - organetto, flauto, cori
- Carlo Di Lorenzo - chitarra elettrica, cori
- Davide Peri - sax soprano
- Marco Rausa - marranzano, cori
- Roby Romagnoli - percussioni
- Giorgio Simbola - trombone, bombardino, banjo, cori
- Amerigo Sirianni - mandolino
- Giovanni Tufano - chitarra classica, percussioni

Altri musicisti
- Gregor Marini - chitarra classica
- Piergiorgio Trailo - violino
- Antonietta Di Pietro - voce
- Pino Urso - voce

## Crediti
- Registrato da David Bisetti e Gregor Marini
- Missato da Gregor Marini